# Eloise Mignon
Eloise Mignon es una actriz australiana, conocida por haber interpretado a Bridget Parker en la serie Neighbours y por sus participaciones en teatro.

## Carrera
En 2002 se unió al elenco de la serie Legacy of the Silver Shadow donde interpretó a Fiona hasta 2003. En 2004 interpretó a Mara Lomax en la serie Silversun. El 23 de julio de 2007, se unió al elenco principal de la popular serie Neighbours, donde interpretó a Bridget "Didge" Parker-Napier, hasta el 21 de julio de 2009. En 2010 apareció como invitada en un episodio de la serie policíaca City Homicide, donde interpretó a Layla Pullman.

## Filmografía

### Series de televisión
| Año         | Serie                          | Personaje      | Notas                          |
| ----------- | ------------------------------ | -------------- | ------------------------------ |
| 2015        | Miss Fisher's Murder Mysteries | Sarah Norden   | episodio "Death Defying Feats" |
| 2010        | City Homicide                  | Layla Pullman  | episodio "Good Cop, Bad Cop"   |
| 2007 - 2009 | Neighbours                     | Bridget Parker | 265 episodios                  |
| 2004        | Silversun                      | Mara Lomax     | 26 episodios                   |
| 2002 - 2003 | Legacy of the Silver Shadow    | Fiona          | 13 episodios                   |

### Películas
| Año  | Título           | Personaje | Notas |
| ---- | ---------------- | --------- | --- |
| 2008 | Three Blind Mice | Grace     | junto a Ewen Leslie, Toby Schmitz, Matthew Newton, Brendan Cowell, Alex Dimitriades, Marcus Graham, Barry Otto y Gracie Otto |

### Teatro
| Año  | Obra                  | Personaje | Director (a)     | Teatro                    | Notas                                                                      |
| ---- | --------------------- | --------- | ---------------- | ------------------------- | -------------------------------------------------------------------------- |
| 2012 | Private Lives         | -         | Ralph Myers      | Belvoir St. Theatre       | junto a Toby Schmitz                                                       |
| 2012 | Every Breath          | -         | Benedict Andrews | Belvoir St. Theatre       | junto a John Howard, Shelly Lauman, Angie Milliken y Dylan Young           |
| 2012 | Strange Interlude     | -         | Simon Stone      | Belvoir St. Theatre       | junto a Akos Armont, Emily Barclay, Anthony Phelan y Toby Schmitz          |
| 2011 | Return to Earth       | -         | Aidan Fennessy   | Fairfax Theatre           | junto a Julie Forsyth, Kim Gyngell y Tim Ross                              |
| 2011 | The Wild Duck         | Hedvig    | Simon Stone      | Belvoir St. Theatre       | junto a Anita Hegh, Ewen Leslie, Anthony Phelan y Toby Schmitz             |
| 2010 | The Grenade           | -         | Peter Evans      | Playhouse Theatre         | junto a Belinda Bromilow, Mitchell Butel, Garry McDonald y Genevieve Picot |
| 2009 | In a Dark, Dark House | Jennifer  | Wayne Pearn      | Red Stitch Actors Theatre | junto a Dion Mills y Geordie Taylor                                        |